# Boxholm (đô thị)
Boxholm là một đô thị ở hạt Östergötland ở đông nam Thụy Điển. Thủ phủ là thị xã Boxholm với 7.000 dân.
Đô thị hiện nay đã được thành lập năm 1971, khi thị xã (köping) Boxholm (thành lập năm 1947) được hợp nhất với Södra Göstring và giáo khu (Rinna) từ đô thị bị giải thể Folkunga.

## Các đơn vị dân cư
- Boxholm (thủ phủ)
- Strålsnäs